# La Creu (Erinyà)
La Creu, és un camp de conreu allargassat del terme municipal de Conca de Dalt, al Pallars Jussà, a l'antic terme de Toralla i Serradell, en el territori del poble d'Erinyà.
Està situat a ponent d'Erinyà, al costat sud de la Pista de Serradell. És a migdia de lo Pou, al nord dels Baells i a llevant del Tros i de Baell, i a ponent del Riu d'Aparici.